# Boom Boom (Mario)
Boom Boom is een personage uit de Mario-reeks.

## Karakteromschrijving
Boom Boom is een oranje, dikke Koopa, en een van Bowsers handlangers. Boom Boom verschijnt in enkele avontuurspellen, waarin hij een eindbaas is. Hij maakte zijn debuut in Super Mario Bros. 3 en verscheen daarna nog in Super Mario All-Stars, Super Mario 3D Land en New Super Mario Bros. U. In Super Mario 3D Land is Boom Boom te vinden in luchtschepen en heeft hij ook een vrouwelijke partner genaamd Pom Pom. Boom Boom kan rondjes draaien, maar wordt op den duur duizelig en valt flauw. Dit is dan de kans voor Mario om op hem te springen. In New Super Mario Bros. U verschijnen nog meer Boom Booms dan één Boom Boom.